# Municipio de Prairie (condado de Holmes)
El municipio de Prairie (en inglés: Prairie Township) es un municipio ubicado en el condado de Holmes en el estado estadounidense de Ohio. En el año 2010 tenía una población de 3133 habitantes y una densidad poblacional de 39,42 personas por km².

## Geografía
El municipio de Prairie se encuentra ubicado en las coordenadas 40°37′47″N 81°56′7″O / 40.62972, -81.93528. Según la Oficina del Censo de los Estados Unidos, el municipio tiene una superficie total de 79.48 km², de la cual 79,4 km² corresponden a tierra firme y (0,09 %) 0,08 km² es agua.

## Demografía
Según el censo de 2010, había 3133 personas residiendo en el municipio de Prairie. La densidad de población era de 39,42 hab./km². De los 3133 habitantes, el municipio de Prairie estaba compuesto por el 98,88 % blancos, el 0,32 % eran afroamericanos, el 0,1 % eran asiáticos, el 0,13 % eran isleños del Pacífico, el 0,22 % eran de otras razas y el 0,35 % eran de una mezcla de razas. Del total de la población el 0,89 % eran hispanos o latinos de cualquier raza.